# Добропілля (Пологівський район)
Добропі́лля (до 1958 року — Хвалибогівка) — село в Україні, у Воздвижівській сільській громаді Пологівського району Запорізької області. Населення становить 440 осіб. До 2020 року орган місцевого самоврядування — Добропільська сільська рада.

## Географія
Село Добропілля розташоване на правому березі річки Гайчул, вище за течією на відстані 0,5 км розташоване село Варварівка, нижче за течією на відстані 1 км розташоване село Нове Запоріжжя, на протилежному березі — село Прилуки. Через село пролягає автошлях регіонального значення Р85.

## Історія
За даними 1859 року тут існувало два панські села:
- Хвалибогівка Перша (21 подвір'я, 110 мешканців). За національним складом Хвалибогівка Перша була майже повністю російською.
- Хвалибогівка Друга (11 подвір'їв, 67 мешканців)[1].

У 1881 році ці два панських села об'єднані і отримали спільну назву Хвалибогівка.
7 (20) листопада 1917 року, відповідно до Третього Універсалу Української Центральної Ради, увійшло до складу Української Народної Республіки.
У 1958 році перейменоване в село Добропілля.
12 червня 2020 року, відповідно до розпорядження Кабінету Міністрів України № 713-р «Про визначення адміністративних центрів та затвердження територій територіальних громад Запорізької області», Добропільська сільська рада об'єднана з Воздвижівською сільською громадою Гуляйпільського району.
19 липня 2020 року, в результаті адміністративно-територіальної реформи та ліквідації Гуляйпільського району, село увійшло до складу новоутвореного Пологівського району.
16 жовтня 2022 року, вночі, російські окупанти завдали ракетні удари по будівлі сільської школи. Навчальний заклад та навколишні приватні будинки зазнали руйнувань.

## Населення
Згідно з переписом УРСР 1989 року чисельність наявного населення села становила 450 осіб, з яких 201 чоловік та 249 жінок.
За переписом населення України 2001 року в селі мешкало 438 осіб..

### Мова
Розподіл населення за рідною мовою за даними перепису 2001 року:
| Мова            | Кількість | Відсоток |
| --------------- | --------- | -------- |
| українська      | 405       | 92.04%   |
| російська       | 20        | 4.5%     |
| білоруська      | 11        | 2.50%    |
| інші/не вказали | 4         | 0.91%    |
| Усього          | 440       | 100%     |

## Об'єкт соціальної сфери
- Школа (зруйнована російськими окупантами 16 жовтня 2022 року).